# Neustift im Mühlkreis
Neustift im Mühlkreis är en ort och kommun i Österrike. Den ligger i distriktet Rohrbach i förbundslandet Oberösterreich, 200 kilometer väster om huvudstaden Wien. Kommunen gränsar i väster till Bayern i Tyskland.
Kommunen består av 17 orter (Ortschaften) (inom parentes invånarantal 1 januari 2024):

- Dittmannsdorf (20)
- Dorf (150)
- Eitzendorf (83)
- Forstedt (28)
- Großmollsberg (74)
- Grub (109)
- Grubberg (15)
- Haitzendorf (64)
- Kleinmollsberg (31)
- Kramesau (85)
- Maisreith (79)
- Neustift im Mühlkreis (579)
- Oberaschenberg (15)
- Pühret (104)
- Rannariedl (4)
- Steinlacken (44)
- Unteraschenberg (5)